# Lake Waukomis
Lake Waukomis é uma cidade localizada no estado americano de Missouri, no Condado de Platte.

## Demografia
Segundo o censo americano de 2000, a sua população era de 917 habitantes.
Em 2006, foi estimada uma população de 901, um decréscimo de 16 (-1.7%).

## Geografia
De acordo com o United States Census Bureau tem uma área de
1,1 km², dos quais 0,7 km² cobertos por terra e 0,4 km² cobertos por água.

## Localidades na vizinhança
O diagrama seguinte representa as localidades num raio de 8 km ao redor de Lake Waukomis.